# Bendigo Challenger 2020
Il Bendigo Challehger 2020 è stato un torneo di tennis professionistico maschile facente parte della categoria ATP Challenger Tour nell'ambito dell'ATP Challenger Tour 2020, con un montepremi di 54.160 $. È stata la 14ª edizione del torneo e la 1ª di categoria Challenger, si è giocato dal 12 al 18 gennaio 2020 su campi in cemento a Bendigo, in Australia.

## Storia
Nelle prime edizioni dal 2009 al 2012 furono giocati i tornei maschili e femminili che facevano parte rispettivamente dell'ITF Men's Circuit e dell'ITF Women's Circuit, e il nome del torneo era William Loud Bendigo International. Dal 2013 al 2019 furono giocati solo i tornei femminili e l'evento fu ribattezzato Bendigo Women's International. Nel 2020 per la prima volta non si tennero i tornei femminili e furono ripristinati quelli maschili, che entrarono a far parte dell'ATP Challenger Tour prendendo il nome Bendigo Challenger. Nel 2021 il torneo fu annullato a causa della pandemia di COVID-19, l'anno successivo si tornò a giocare e per la prima volta dopo 10 anni si svolse sia il torneo femminile (del circuito ITF) che quello maschile (del circuito Challenger) e l'evento prese il nome Bendigo International.

## Partecipanti singolare

### Teste di serie
| Nazionalità          | Giocatore                  | Ranking | Testa di serie |
| -------------------- | -------------------------- | ------- | -------------- |
| Ungheria             | Márton Fucsovics           | 66      | 1              |
| Spagna               | Roberto Carballés Baena    | 80      | 2              |
| Italia               | Stefano Travaglia          | 75      | 3              |
| Stati Uniti          | Steve Johnson              | 81      | 4              |
| Bosnia ed Erzegovina | Damir Džumhur              | 92      | 5              |
| Bielorussia          | Egor Gerasimov             | 98      | 6              |
| Stati Uniti          | Marcos Giron               | 112     | 7              |
| Australia            | Christopher O'Connell      | 116     | 8              |
| Francia              | Hugo Gaston                | 244     | 9              |
| Giappone             | Yosuke Watanuki            | 262     | 10             |
| India                | Mukund Sasikumar           | 272     | 11             |
| Francia              | Hugo Grenier               | 269     | 12             |
| Cile                 | Marcelo Tomás Barrios Vera | 351     | 13             |
| Russia               | Konstantin Kravčuk         | 338     | 14             |
| Honduras             | Marcelo Arévalo            | 354     | 15             |
| Australia            | Maverick Banes             | 360     | 16             |

### Altri partecipanti
Giocatori che hanno ricevuto una wild card:
- Jayden Court
- Aaron Addison
- Jake Delaney
- Jesse Delaney
- Jai Corbett

Giocatori che sono passati dalle qualificazioni:
- Yaraslav Shyla
- Yoshihito Nishioka

## Partecipanti doppio

### Teste di serie
| Nazionalità | Giocatore       | Nazionalità   | Giocatore         | Testa di serie |
| ----------- | --------------- | ------------- | ----------------- | -------------- |
| Argentina   | Andres Molteni  | Monaco        | Hugo Nys          | 1              |
| Honduras    | Marcelo Arévalo | Regno Unito   | Jonny O'Mara      | 2              |
| Paesi Bassi | Sander Arends   | Taipei cinese | Hsieh Cheng-peng  | 3              |
| Israele     | Jonathan Erlich | Bielorussia   | Andrei Vasilevski | 4              |

### Altri partecipanti
Coppie che hanno ricevuto una wild card:
- Alexander Crnokrak /  Jayden Court
- Calum Puttergill / Dane Sweeny
- Maverick Banes /  Blake Ellis

## Vincitori

### Singolare
Steve Johnson ha sconfitto in finale  Stefano Travaglia con il punteggio di 7–6(2) 7–6(3)

### Doppio
Nikola Ćaćić /  Denys Molčanov hanno sconfitto in finale  Marcelo Arévalo /  Jonny O'Mara con il punteggio di 7–6(3) 6-4